# Jyväskylä
Jyväskylä [jíveskile] je mesto na Finskem in glavno mesto regije Centralna Finska. Je v Finskem pojezerju. Prebivalcev ima Jyväskylä približno 148.000, medtem ko ima podregija približno 191.000 prebivalcev. Je sedma najbolj naseljena občina na Finskem in peto najbolj naseljeno mestno območje v državi.
Jyväskylä je približno 150 km severovzhodno od Tampereja, tretjega največjega mesta na Finskem; in približno 270 km severno od Helsinkov, glavnega mesta Finske. Podregija Jyväskylä vključuje Jyväskylä, Hankasalmi, Laukaa, Muurame, Petäjävesi, Toivakka in Uurainen. Druge obmejne občine so Joutsa, Jämsä in Luhanka.
Jyväskylä je največje mesto v regiji Centralne Finske in Finskega pojezerja. Je bilo eno najhitreje rastočih mest na Finskem v 20. stoletju; leta 1940 je bilo v Jyväskylä samo 8000 prebivalcev.
Elias Lönnrot, avtor finskega narodnega epa Kalevala, je mestu dal vzdevek 'Finske Atene'. Ta vzdevek se nanaša na pomembno vlogo Jyväskyläja kot izobraževalnega središča. Dela znanega finskega arhitekta Alvarja Aalta je mogoče videti po vsem mestu. Mesto gosti reli Finska, ki je del svetovnega prvenstva v reliju. Je tudi dom letnega festivala umetnosti Jyväskylä.

## Etimologija
Drugi del imena mesta, kylä, pomeni 'vas'. Prvi del imena mesta, jyväs-, je videti kot koren pridevnika *jyvänen, ki izhaja iz jyvä, 'žito' (primerjaj Wikislovar). Druga možnost je bila povezana s Taxus, rodom tis in staroprusko besedo juwis. Špekuliralo se je tudi, da se beseda jyväs nanaša na sončni odsev vodne površine.
Erkki Fredrikson, kustos Muzeja Centralne Finske, je predstavil teorijo, povezano z imenom, da je bila izvorna beseda za ime mesta syväs in ne jyväs ter da je ime nekoč izhajalo iz Jyväsjoki (dobesedno 'žitna reka'), ki se je po Fredriksonovi domnevi pravzaprav imenovala Syväsjoki (dobesedno 'globoka reka'). Vendar je bilo ime Jyväsjoki registrirano leta 1506 za prvega znanega prebivalca regije, Heikkija Ihanninpoika Jyväsjokija. Njegova hiša je stala ob izlivu reke Äijälänjoki, kar po Fredriksonovem mnenju prav tako podpira teorijo Syväsjoki. Vas, ki je bila na začetku znana kot vas Jyväsjoki, se je postopoma spremenila v Jyväskylä.

## Zgodovina
V regiji Jyväskylä so arheološke najdbe iz kamene dobe. Po najstarejših razpoložljivih davčnih listinah (maakirja) je bilo leta 1539 v regiji Jyväskylä sedem posesti. Ena od njih, posest Mattila, je samo posedovala območja, ki so se raztezala od vasi Keljo do vasi Vesanka in Palokka. Najstarejše posestvo v Jyväskylä, ki ga je stalno posedovala ista družina, je posestvo Lahti, ki je nastalo, ko je bilo posestvo Mattila leta 1600 razdeljeno med dva brata. Zgodovina posestva Lahti in družine Lahti sta pomembno vplivala na razvoj regije Jyväskylä. Lahdenrinne, v jugozahodnem kotu jezera Jyväsjärvi, spada v staro središče posesti Lahti.
Ime Jyväskylä je bilo omenjeno leta 1575 kot Jyueskylä. Ime izhaja iz jezera Jyväsjärvi. Krajša oblika imena Jyväs (napisano Jyuexe) je bila omenjena nekoliko prej leta 1565 in ponovno (tokrat napisano Jyues) leta 1570.
Mesto Jyväskylä je bilo ustanovljeno 22. marca 1837, ko je ruski car in veliki finski knez Nikolaj I. Ruski podpisal listino o mestu; infrastruktura je bila v bistvu zgrajena iz nič; pred tem je bil Jyväskylä vas, ki je pripadala večji podeželski občini Laukaa, ki je največja vas v celotni župniji. Takrat je finski vojaški bataljon Suomen kaarti pod njegovim vodstvom sodeloval v vojaških operacijah proti poljski novembrski vstaji in kasneje na Madžarskem, v Turčiji in Besarabiji (danes Moldavija). Medtem ko je Nikolaj I. Ruski ukinil veliko avtonomnih območij, se je trdilo, da je lojalnost finske vojske vplivala na njegov pristop k finski avtonomiji. Prvotno mesto je bilo zgrajeno med jezerom Jyväsjärvi (ki je povezano z jezerom Päijänne) in grebenom Jyväskylä (Harju) ter je obsegalo večino sedanjega mestnega središča v obliki mreže.
Ustanovitev šol v 1850-ih in 1860-ih se je izkazala za najpomembnejši korak v poznejšem razvoju Jyväskyläja. Prve tri finsko govoreče šole na svetu so bile ustanovljene v Jyväskylä, licej leta 1858, učiteljišče leta 1863 in dekliška šola leta 1864. Dobro usposobljeno učiteljsko osebje in učenci iz različnih delov države so nepreklicno spremenili vzdušje Jyväskylä.
V začetku 20. stoletja se je mesto večkrat razširilo. Večina današnjega Jyväskyläja je bila zgrajena po nadaljevalni vojni, ko so v mesto naselili evakuirane iz odstopljenih ozemelj in so bila stanovanja nujno potrebna. V 21. stoletju je Jyväskylä hitro rasel – vsako leto za več kot 1000 prebivalcev.
Säynätsalo je bil združen z Jyväskylä leta 1993, Jyväskylän maalaiskunta in Korpilahti pa 1. januarja 2009.

## Geografija
Jyväskylä leži na severni obali jezera Päijänne, 147 kilometrov severovzhodno od Tampereja, 148 kilometrov jugozahodno od Kuopia in 270 kilometrov severno od Helsinkov. Hribovito in gozdnato območje v Jyväskylä je obdano s stotinami jezer. Da bi dosegli Jyväskylä z vzhoda, je treba iti skozi ali mimo hriba Kanavuori, kjer je bilo nekoč vojaško skladišče, polno streliva in oborožitve.
Jyväskylä je v Finskem pojezerju. V mestu je 328 jezer, jezera in reke pa predstavljajo 20,1 % (295 km²) celotne površine mesta. Največja jezera v mestu so Päijänne, Leppävesi, Tuomiojärvi, Palokkajärvi, Luonetjärvi in Alvajärvi-Korttajärvi. Središče mesta je na obali majhnega Jyväsjärvija.
- Pogled na jezero Jyväsjärvi z mostu Kuokkala
- Zamrznjeno jezero Jyväsjärvi pozimi
- Severno jezero Päijänne blizu Säynätsala
- Kanal, ki povezuje jezeri Jyväsjärvi in Päijänne
- Pogled na reko Vaajavirta z otoka Naissaari
- Jezero Tuomiojärvi
- Tourujoki poleti
- Tourujoki pozimi

Pokrajina v Jyväskylä je hribovita, gozdnata in polna vode. Arhitekt Alvar Aalto je hribovito pokrajino Jyväskylä primerjal s Toskano v Italiji: »Pobočje grebena Jyväskylä je skoraj kot gričevnati vinogradi Fiesole«.

### Podnebje
Opredeljeno podnebje je subarktično celinsko (Köppen: Dfc). Zaradi severne lege so zime dolge, snežene, mrzle in temne. Sredi zime je mesto osvetljeno le približno pet ur. Poletja so mila, s povprečno najvišjo dnevno temperaturo v juliju 22 °C. Poleti Jyväskylä doživi dolg dan in bele noči, tj. polnočni somrak.

## Prebivalstvo
Mesto Jyväskylä ima 147.746 prebivalcev, zaradi česar je 7. najbolj naseljena občina na Finskem. Regija Jyväskylä ima 191.187 prebivalcev, zaradi česar je šesta največja regija na Finskem za Helsinki, Tampere, Turku, Oulu in Lahti. Jyväskylä je dom 3 % finskega prebivalstva. 6,1 % prebivalstva ima tuje poreklo, kar je manj kot v večjih finskih mestih Helsinki, Espoo, Tampere, Vantaa ali Turku.
Jyväskylä je bilo najhitreje rastoče finsko mesto v 20. stoletju. Prebivalstvo je v 21. stoletju še naprej hitro naraščalo.

## Mestna pokrajina
Jyväskylä je bil ustanovljen na severnem koncu jezera Päijänne na križišču treh glavnih vodnih poti. Jezera nadzorujejo mestno pokrajino. Mrežni načrt mesta iz leta 1833 Jacoba Leonarda Boringha je dobro prepoznati v središču mesta. Kljub temu je mestna pokrajina zaradi zelo hitre rasti prebivalstva doživela eno najobsežnejših sprememb na vsej Finski.
Danes je Jyväskylä mesto moderne arhitekture. Mesto ima več stavb, ki jih je zasnoval eden najbolj znanih mednarodnih funkcionalističnih arhitektov Alvar Aalto, kot katero koli drugo mesto na svetu.
Ustanovitev šol v 1850-ih in 1860-ih se je izkazala za najpomembnejši korak z vidika poznejšega razvoja Jyväskyläja. Sedež Univerze v Jyväskylä velja za Aaltovo mojstrovino. Kasneje je sodobni arhitekt Arto Sipinen, Aaltov učenec, vplival na mestno podobo od 1970-ih z načrtovanjem večine novih univerzitetnih stavb v mestu.
Obrobje mesta je poseljeno predvsem s študentskimi stanovanji in enodružinskimi hišami. Nekatere najpomembnejše stavbe, kot je mestna hiša Säynätsalo, ki jo je zasnoval Aalto, so izven mestnega središča v Säynätsalo in Muuratsalo.
Konsolidirana območja Korpilahti, Jyväskylän maalaiskunta, Säynätsalo in tudi zahodni deli Jyväskyläja so večinoma podeželje, kjer prevladujejo hriboviti gozdovi in jezera.

## Gospodarstvo
Zaradi odličnih povezav je bila Jyväskylä živahna tržnica, še preden so bila v sedanjem mestnem središču ustanovljena prva stalna naselja. Ustanovitev prvih treh finsko govorečih šol na Finskem: liceja leta 1858, učiteljišča leta 1863 in dekliške šole leta 1864 se je izkazalo za najpomembnejše korake v kasnejšem razvoju Jyväskyläja. Izobraževalne storitve so postale srce gospodarske rasti mesta. Leta 1912 je Wilhelm Schauman na obali Jyväsjärvija ustanovil tovarno vezanega lesa. Kmalu so v mestu še druge vrste gozdnih podjetij odprle tovarne in prostore. Tako so les, celuloza in papir postali druga trdnjava gospodarstva v Jyväskylä. Kasneje  so se v mestu naselila visokokakovostno izobraževanje, industrija papirnih strojev in podjetja informacijske tehnologije.
Danes so glavni viri preživetja v Jyväskylä izobraževalne in zdravstvene storitve, proizvodnja papirnih strojev, informacijska tehnologija in obnovljivi viri energije. Najpomembnejši zasebni delodajalci so proizvajalec papirnih strojev Metso ltd., maloprodajno trgovsko podjetje Keskimaa Cooperative Society, podjetje za nepremičninske storitve ISS in proizvajalec opreme za vetrne turbine Moventas. Največji javni delodajalci so mesto Jyväskylä, okrožje osrednjega finskega zdravstvenega varstva, Univerza Jyväskylä in Akademija letalskih sil.
Od leta 2010 le 1 % delovne sile dela v primarnem sektorju, 21 % v sekundarnem sektorju in 78 % v storitvenem sektorju gospodarstva.
Aprila 2012 je bila stopnja brezposelnosti v Jyväskylä 12,2 %, kar je bilo višje od povprečja na Finskem (9,8 % v 1/2012). Od julija 2012 je v Jyväskylä približno 61.000 delovnih mest. Povprečni dohodek na prejemnika dohodka je leta 2010 znašal 24.380 €.
Leta 2011 je Jyväskylä dosegel prvo mesto v študiji ocenjevanja podobe med podjetji. Mesto je doseglo najvišjo oceno med velikimi finskimi mesti v študiji, pri čemer je uspelo zlasti pri razpoložljivosti kvalificirane delovne sile, komercialnih storitvah, prometnih povezavah in geografski lokaciji.

## Kultura
Muzej Alvar Aalto in Muzej Centralne Finske tvorita središče kulture v neposredni bližini zgodovinskega kampusa Univerze v Jyväskylä. Oba muzeja je zasnoval funkcionalist Alvar Aalto. Muzej Alvarja Aalta prikazuje umetnikova najpomembnejša dela in oblikovanje. Muzej osrednje Finske je specializiran za kulturno zgodovino. Služi kot mestni muzej Jyväskylä in pokrajinski muzej osrednje Finske. Poleti 2015 sta fundacija Alvar Aalto in mesto Jyväskylä objavila arhitekturno tekmovanje za povezovanje obeh muzejev.
Eno najpomembnejših del arhitekta Aalta, mestna hiša Säynätsalo, stoji na otoku Säynätsalo.
Mesto gosti Finski obrtni muzej, ki predstavlja vrsto različnih rokodelskih tehnik iz vse države, pa tudi center, posvečen ohranjanju tekstila, ki služi zasebnim strankam, muzejem in organizacijam. Center narodnih noš Finske je del muzeja.
Letalski muzej Centralne Finske v bližini letališča Jyväskylä v Tikkakoskem razstavlja letalsko zgodovino Finske.
Muzej Univerze v Jyväskylä je specializiran za zgodovino univerze in raznolikost narave v osrednji Finski.
Umetnostni muzej Jyväskylä, ki je v središču mesta, je regionalni umetnostni muzej osrednje Finske. V sodelovanju s Centrom za kreativno fotografijo vzdržuje Center za grafiko in fotografijo Ratamo. Ta center sestavlja Galleria Ratamo skupaj z delavnico za grafiko, fotografskim studiem in umetniškimi delovnimi prostori, ki so v nekdanji okrogli hiši Jyväskylä.
Poleg tega so zgodovinske v mestu za javnost odprte cerkve, med njimi sta najpomembnejši cerkev Taulumäki in mestna cerkev Jyväskylä.

## Šport
Univerza v Jyväskylä je edina univerza v severni Evropi s fakulteto za šport. Fakulteta je bila ključni akter pri razvoju močne športne kulture v mestu, zato se Jyväskylä imenuje tudi 'prestolnica finskega športa'.
Mesto gosti Secto Rally Finland (prej znan kot Rally 1000 Lakes). Gre za največjo letno organizirano javno prireditev v nordijskih državah, ki vsako leto zbere več kot 500.000 gledalcev. Reli poteka od leta 1951, najprej kot državno tekmovanje, nato od leta 1959 kot dogodek evropskega prvenstva v reliju in od uvedbe svetovnega prvenstva v reliju leta 1973 kot finski dogodek WRC.
Hokejsko prizorišče Synergia-areena, finski bejzbolski stadion Hippos, plavalna dvorana AaltoAlvari in mnoga druga primarna športna prizorišča v mestu so v Hipposu, dva kilometra stran od središča mesta. Skakalnica Matti Nykänen je ob smučišču Laajavuori le nekaj kilometrov zahodno od središča mesta. Glavni nogometni stadion leži na pobočju Harjuja tik ob središču mesta. Hipodrom Killeri na zahodnem delu mesta služi različnim tekmovanjem v konjskih dirkah. Pozimi lahko amaterski drsalci vadijo svoje veščine v Viitaniemiju ali na jezeru Jyväsjärvi, ki ima 3,5 km dolgo drsalno stezo.